# Where Light and Shadow Collide
Where Light and Shadow Collide er det finske black/folk metal-band Avathars debutalbum. Det blev oprindeligt udgivet som kassettebånd i 100 nummererede eksemplarer.

## Spor
1. "White Shores (introduction)" – 03:13
2. "Where Light and Shadow Collide" – 06:57
3. "A Tale of a Thousand Tears" – 05:51
4. "Death by the River" – 04:55
5. "Atani" – 05:45
6. "Akallabeth" – 05:21
7. "Morannon" – 05:02
8. "Night's Door" – 05:06
9. "Nightshade Forests" (Summoning cover) – 09:25

## Fodnoter
1. ↑  Where Light and Shadow Collide på Encyclopaedia Metallum